# NK Croatia Sesvete
NK Croatia Sesvete ist ein kroatischer Fußballverein aus Zagreb.

## Geschichte
Gegründet wurde der Verein 1957 als Sljeme, einem gleichnamigen Berg, zu dessen Fuße sich das Sportgelände befand. Bis 1988 spielte man in verschiedenen jugoslawischen Ligen unter diesem Namen, ehe der Verein den Namen des Stadtteils Sesvete bekam. Von 1996 bis 1997 sponserte der größte Spirituosenhersteller Kroatiens den Verein und daher fungierte er in dieser Zeit als NK Badel Sesvete. Nach Auslaufen des Sponsorenvertrages wurde der Beiname wieder gestrichen und seit 1998 schließlich heißt der Verein NK Croatia Sesvete.
Der größte Vereinserfolg wurde in der Saison 2007/08 mit dem Aufstieg in die erste kroatische Liga erreicht.

## Stadion
Das Stadion SRC Sesvete ist im gleichnamigen Stadtteil gelegen und fasst 3 500 Zuschauer. Es besteht aus einer Stahlrohrtribüne, die mittlerweile mehr als nur baufällig ist. Croatia Sesvete gehört zu den Vereinen, die sich auf jeden Fall in den nächsten Jahren umstrukturieren und modernisieren müssen, wollen sie die neuen Auflagen des kroatischen Fußballbundes für die zweite Liga erfüllen. Diese Auflagen richten sich seit dem Jahr 2006 nach denen der UEFA.
In der Erstligasaison 2008/09 trug der Verein die Heimspiele im Stadion des NK Zagreb aus.

## Trainer
- Zlatko Kranjčar (2007, 2009)

## Spieler
- Jerko Leko (1999–2000)
- Adi Pinter (2009)
- Vedran Jerković (2009–2011)